# Borís Babaián
Borís Artashásovich Babaián (del ruso: Борис Арташеcович Бабаян) (1933 -) es un científico e informático soviético y ruso.
Borís Babayán fue uno de los pioneros de la investigación y creación de ordenadores y computadoras en la Unión Soviética. Es de origen armenio, nacido en Azerbaiyán, y ruso desde que la disolución de la URSS en 1991. Recibió el Premio Estatal de la URSS y el Premio Lenin.
Destacó en el desarrollo del sistema informático Elbrús y desde agosto de 2004 es el director de Arquitectura para el Grupo de Software y Soluciones de Intel Corporation y asesor científico de la I + D de Intel en su centro de Moscú.

## Biografía
Babayán nació 20 de diciembre de 1933 en Bakú, Azerbaiyán, en el seno de una familia de origen armenio. Se graduó en el Instituto de Física y Tecnología de Moscú en 1957. Terminó su doctorado en 1964 y en 1971 se doctoró en ciencias.
Entre 1956 y 1996, Babayán trabajó en el Instituto Lébedev de Mecánica de Precisión e Ingeniería Informática de Moscú, donde llegó a jefe de la división de hardware y software.
Babayán y su equipo construyeron sus primeras computadoras en la década de 1950 junto a Serguéi Lébedev. En los años setenta trabajó en el desarrollo del Elbrús, un procesador Superescalar (ejecuta más de una instrucción por ciclo de reloj) donde destacó el desarrollo del Elbrús-3 realizado por un equipo bajo su dirección y que tenía arquitectura de Procesamiento de instrucciones explícitamente en paralelo (EPIC).
De 1992 a 2004, Babayán ocupó altos cargos en el Centro Internacional de Moscú para SPARC de Tecnología y Elbrús. En estos puestos dirigió el desarrollo de Elbrús 2000 (de un solo chip aplicación del Elbrús-3) y Elbrús 90 micro (SPARC proyectos de ordenador basado en un microprocesador).
Desde agosto de 2004, Babayán es el director de Arquitectura para el Grupo de Software y Soluciones de Intel Corporation y asesor científico de la I + D de Intel en el centro de Moscú. Él dirige los esfuerzos en áreas tales como compiladores, traducción binaria y tecnologías de seguridad. Se convirtió en el segundo europeo con título Intel Fellow (después de Noruega, Fossum Tryggve).
A partir de 2007, se desempeña como profesor en el Instituto de Moscú de Física y Tecnología y ocupa la cátedra de Tecnología de microprocesador con sede en Moscú, centro I + D de Intel Corporation.
En 1974, recibió el Premio Estatal de la URSS por los logros en el campo de diseño asistido por ordenador y en 1987 Premio Lenin el superordenador Elbrús-2. En 1984 entró a formar parte de la Academia de Ciencias de la URSS, luego Academia de Ciencias de Rusia.